# Флотилія

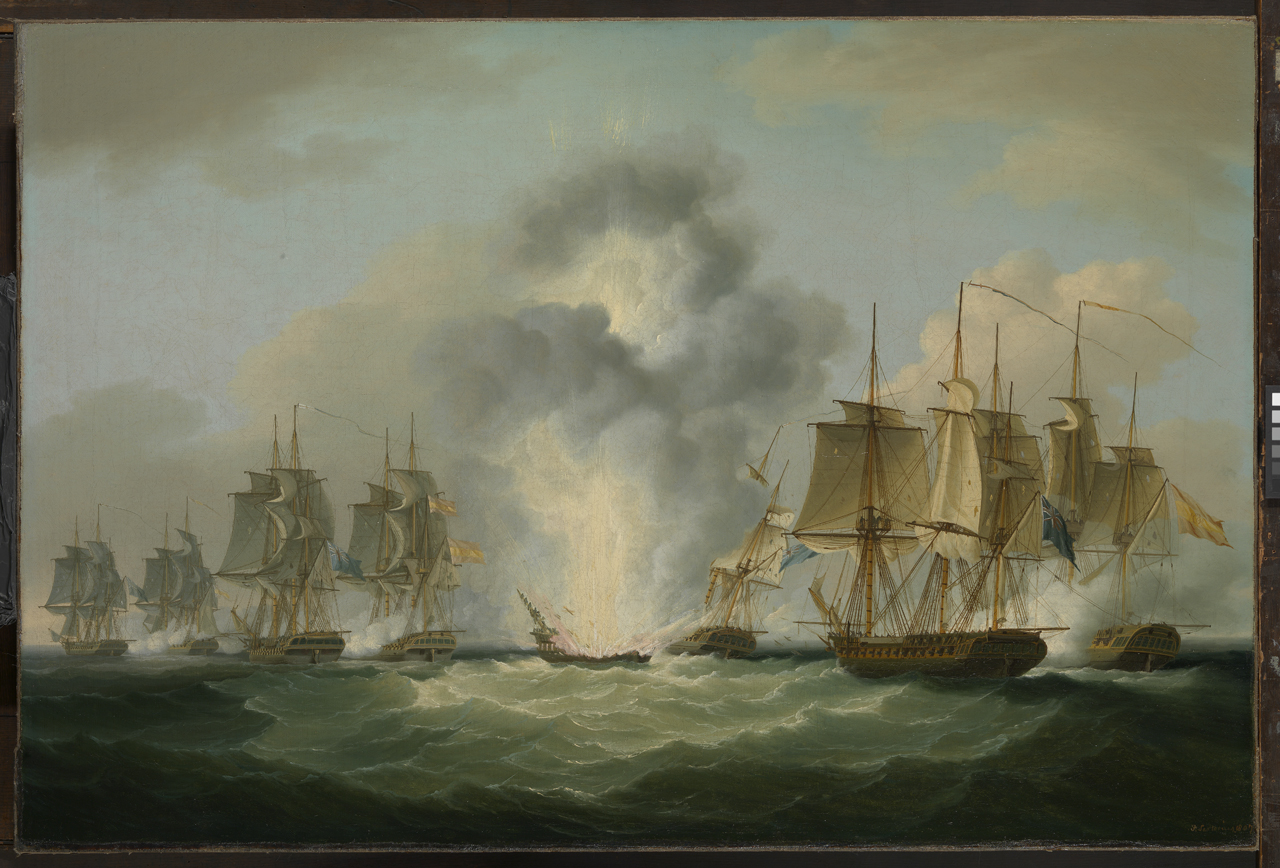
Флотилія Хосе де Бустаманте-і-Герра, перехоплена чотирма британськими фрегатами

Флоти́лія (фр. flotille — «маленький флот») — сукупність суден будь-яких видів, оперативне об'єднання військових кораблів, які можуть бути частиною більшого військово-морського флоту (сил). Призначена для виконання завдань в певному районі (річка, озеро, море, океан).

## Види флотилій
Розрізняють:
- морські флотилії
- річкові флотилії
- озерні флотилії

## Друга Світова війна
Під час Другої світової війни морські флотилії були як самостійні (наприклад, Каспійська військова флотилія), так і ті, що входили до складу флоту (наприклад, Біломорська військова флотилія).
Складалися з декількох з'єднань і частин однотипних або різних надводних кораблів (бригада тралення, дивізіон есмінців і сторожових кораблів, дивізіон торпедних катерів, дивізіон тральщиків), підводних човнів, авіації, частин морської піхоти і берегової артилерії, а також різних служб, що забезпечують її діяльність.
Призначалися для виконання завдань на одному з операційних напрямів як самостійно, так і у взаємодії із з'єднаннями ВМФ і інших видів Збройних Сил.
Річкові і озерні флотилії сприяли Сухопутним військам при веденні бойових дій в басейнах річок і приозерних районах, знищенні кораблів противника, забезпеченні військових перевезень і виконанні інших завдань.
До складу річкових і озерних флотилій входили з'єднання річкових кораблів різних класів, частини авіації, артилерії і морської піхоти, а також служби забезпечення і обслуговування.